# Kloster L’Aumône
Das Kloster L’Aumône (Eleemosynae, Petit-Cîteaux, Cistercium minus) ist eine ehemalige Zisterzienserabtei in der Gemeinde La Colombe im Département Loir-et-Cher, Region Centre-Val de Loire, in Frankreich, 34 km nördlich von Blois im zum Forêt de Marchenoir gehörenden Forêt de Cîteaux. 

## Geschichte
Das Kloster wurde im Jahr 1121 durch eine Stiftung des Grafen Thibaud IV. von Blois als Tochterkloster von Cîteaux gegründet. Es war Mutterkloster von Waverley Abbey in England, Bégard, Tintern Abbey in Wales, Langonnet und Le Landais. Zu seiner Filiation zählen insgesamt 29 Abteien. Es war vom Kloster L’Aumône aus, dass der Zisterzienserorden sich auf den britischen Inseln etablierte. Die Abtei litt schwer im Hundertjährigen Krieg; 1396 lag sie weitgehend in Ruinen. Wiederaufbau und die Einführung der Kommende belasteten sie wirtschaftlich. Während der Französischen Revolution wurde die Abtei 1791 aufgehoben.

## Bauten und Anlage

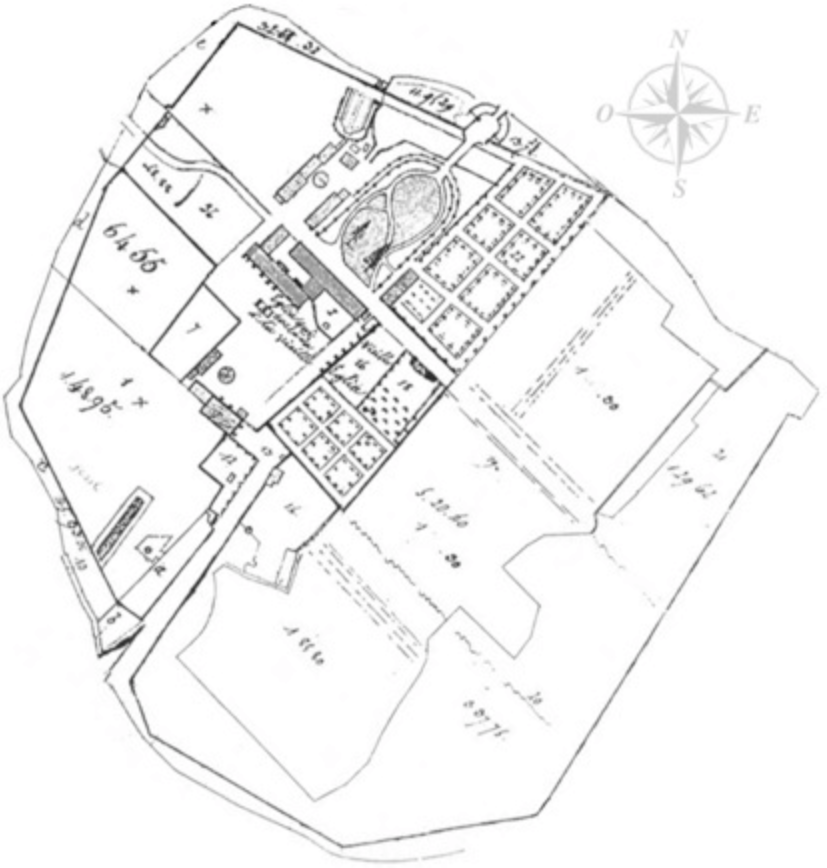
Katasterplan aus dem Jahr 1818

Von der mittelalterlichen Anlage haben sich ein Taubenhaus aus dem 13. Jahrhundert, zwei Gebäude aus dem 15. Jahrhundert und ein Mauerstück der Kirche erhalten. Einige Teile aus dem Kreuzgang befinden sich im Museum in Blois.